# Campeonato Mundial de Atletismo Júnior de 2014 - Salto com vara masculino
A prova do salto com vara masculino do Campeonato Mundial de Atletismo Júnior de 2014 ocorreu entre os  dias 24 e 26 de julho em Eugene, nos Estados Unidos. 

## Recordes
Antes desta competição, os recordes mundiais e do campeonato nesta prova eram os seguintes:
|     | Nome                             | Nacionalidade              | Altura | Local            | Data                                    |
| --- | -------------------------------- | -------------------------- | ------ | ---------------- | --------------------------------------- |
| WJR | Maksim Tarasov Raphael Holzdeppe | União Soviética · Alemanha | 5.80 m | Briansk Biberach | 14 de julho de 1989 28 de junho de 2008 |
| CR  | Germán Chiaraviglio              | Argentina                  | 5.71 m | Pequim           | 19 de agosto de 2006                    |

## Medalhistas
| Ouro                | Prata              | Bronze              |
| Axel Chapelle (FRA) | Daniil Kotov (RUS) | Oleg Zernikel (GER) |

## Cronograma
Todos os horários são locais (UTC-7).
| Data        | Hora  | Evento       |
| ----------- | ----- | ------------ |
| 24 de julho | 10:25 | Qualificação |
| 26 de julho | 14:30 | Final        |

## Resultados

### Qualificação
Qualificação: 5,25 m (Q) ou pelo menos melhor 12 qualificado (q) 
| Posição | Grupo | Atleta                | Nacionalidade  | 4.70 | 4.85 | 5.00 | 5.10 | 5.20 | Resultados | Notas           |
| ------- | ----- | --------------------- | -------------- | ---- | ---- | ---- | ---- | ---- | ---------- | --------------- |
| 1       | A     | Adam Hague            | Reino Unido    | o    | o    | o    | o    | o    | 5.20       | q               |
| 1       | B     | Harry Coppell         | Reino Unido    | –    | –    | o    | o    | o    | 5.20       | q               |
| 3       | B     | Eirik Greibrokk Dolve | Noruega        | –    | –    | o    | o    | xo   | 5.20       | q               |
| 3       | A     | Oleg Zernikel         | Alemanha       | –    | o    | o    | o    | xo   | 5.20       | q               |
| 3       | A     | Jack Hicking          | Austrália      | o    | o    | o    | o    | xo   | 5.20       | q               |
| 6       | A     | Axel Chapelle         | França         | –    | –    | –    | xo   | xo   | 5.20       | q               |
| 7       | B     | Huang Bokai           | China          | –    | –    | o    | o    | xxo  | 5.20       | q               |
| 8       | B     | Lev Skorish           | Israel         | –    | xo   | xo   | o    | xxo  | 5.20       | q               |
| 8       | A     | Luigi Colella         | Itália         | o    | o    | xo   | xo   | xxo  | 5.20       | q,              |
| 10      | A     | Devin King            | Estados Unidos | –    | o    | o    | o    | xxx  | 5.10       | q               |
| 11      | A     | Daniil Kotov          | Rússia         | –    | xo   | o    | o    | xxx  | 5.10       | q               |
| 11      | B     | Aleix Pi              | Espanha        | o    | o    | xo   | o    | xxx  | 5.10       | q               |
| 11      | B     | Leonid Kobelev        | Rússia         | –    | xo   | o    | o    | xxx  | 5.10       | q               |
| 14      | B     | Mateusz Jerzy         | Polónia        | o    | –    | xxo  | o    | xxx  | 5.10       |                 |
| 15      | A     | Koen van der Wijst    | Países Baixos  | o    | o    | o    | xo   | xxx  | 5.10       | Recorde pessoal |
| 16      | A     | José Rodolfo Pacho    | Equador        | –    | o    | xo   | xo   | xxx  | 5.10       |                 |
| 17      | A     | Adrián Valles         | Espanha        | –    | o    | –    | xxo  | xxx  | 5.10       |                 |
| 18      | B     | Tomas Wecksten        | Finlândia      | o    | o    | xo   | xxo  | xxx  | 5.10       |                 |
| 19      | A     | Kota Suzuki           | Japão          | –    | o    | o    | xxx  | —    | 5.00       |                 |
| 20      | A     | Ben Broeders          | Bélgica        | –    | xo   | o    | –    | xxx  | 5.00       |                 |
| 20      | A     | Valentínos Tamotsídis | Grécia         | xo   | o    | o    | xxx  | —    | 5.00       |                 |
| 20      | B     | Kurtis Marschall      | Austrália      | o    | xo   | o    | xxx  | —    | 5.00       |                 |
| 23      | B     | Lamin Krubally        | Alemanha       | –    | o    | xo   | xxx  | —    | 5.00       |                 |
| 24      | B     | Cole Walsh            | Estados Unidos | –    | –    | xxo  | xxx  | —    | 5.00       |                 |
| 25      | B     | Mathieu Collet        | França         | –    | xo   | xxx  | —    | —    | 4.85       |                 |
| 26      | B     | Pascal Kethers        | Nova Zelândia  | o    | xxo  | xxx  | —    | —    | 4.85       |                 |
| 27      | B     | Matthias Freinberger  | Áustria        | o    | xxx  | —    | —    | —    | 4.70       |                 |
| 28      | A     | Raúl Alejandro Ríos   | México         | xo   | xxx  | —    | —    | —    | 4.70       |                 |
| —       | A     | Lukas Wirth           | Áustria        | —    | —    | —    | —    | —    | NM         |                 |
| —       | B     | Jorge Luna)           | México         | —    | —    | —    | —    | —    | NM         |                 |

### Final
A prova final foi realizada no dia 26 de julho às 14:30. 
| Posição | Atleta                | Nacionalidade  | 4.85 | 5.00 | 5.10 | 5.20 | 5.30 | 5.35 | 5.40 | 5.45 | 5.50 | 5.55 | 5.64 | Resultados | Notas           |
| ------- | --------------------- | -------------- | ---- | ---- | ---- | ---- | ---- | ---- | ---- | ---- | ---- | ---- | ---- | ---------- | --------------- |
| 01 !    | Axel Chapelle         | França         | –    | –    | –    | o    | –    | o    | –    | xo   | o    | o    | xxx  | 5.55       | WJL             |
| 02 !    | Daniil Kotov          | Rússia         | –    | o    | –    | o    | o    | –    | o    | o    | o    | xxx  | —    | 5.50       | Recorde pessoal |
| 03 !    | Oleg Zernikel         | Alemanha       | –    | o    | –    | o    | o    | –    | o    | –    | xo   | xxx  | —    | 5.50       | Recorde pessoal |
| 4       | Devin King            | Estados Unidos | –    | o    | xo   | xo   | o    | –    | o    | o    | xo   | xxx  | —    | 5.50       | Recorde pessoal |
| 5       | Huang Bokai           | China          | –    | –    | o    | xo   | o    | xo   | o    | o    | x–   | xx   | —    | 5.45       | Recorde pessoal |
| 5       | Leonid Kobelev        | Rússia         | –    | xo   | –    | o    | –    | xo   | –    | o    | x–   | xx   | —    | 5.45       | Recorde pessoal |
| 7       | Jack Hicking          | Austrália      | o    | xo   | xo   | o    | o    | –    | o    | xxx  | —    | —    | —    | 5.40       | Recorde pessoal |
| 8       | Adam Hague            | Reino Unido    | –    | o    | o    | o    | xo   | xo   | xxx  | —    | —    | —    | —    | 5.35       | Recorde pessoal |
| 9       | Eirik Greibrokk Dolve | Noruega        | –    | –    | xo   | o    | xo   | –    | xxx  | —    | —    | —    | —    | 5.30       |                 |
| 10      | Harry Coppell         | Reino Unido    | –    | o    | –    | o    | xxx  | —    | —    | —    | —    | —    | —    | 5.20       |                 |
| 11      | Luigi Colella         | Itália         | o    | xxo  | xo   | xxo  | xxx  | —    | —    | —    | —    | —    | —    | 5.20       | Recorde pessoal |
| 12      | Aleix Pi              | Espanha        | o    | xo   | o    | xxx  | —    | —    | —    | —    | —    | —    | —    | 5.10       |                 |
| 13      | Lev Skorish           | Israel         | –    | xo   | xo   | xxx  | —    | —    | —    | —    | —    | —    | —    | 5.10       |                 |

Legenda
| Recorde mundial       | Recorde mundial (World record)               |                       | Recorde africano                      | Recorde africano (African) |                                           | Q | Classificado por posição (Qualified) |
| Recorde do campeonato | Recorde do campeonato (Championship record)  | Recorde da América    | Recorde da América (Americas)         | q                          | Classificado por melhor tempo (Qualified) |   |                                      |
| Melhor marca do ano   | Melhor marca do ano (World leading)          | Recorde asiático      | Recorde asiático (Asian)              | DNS                        | Não largou (Did not start)                |   |                                      |
| Recorde nacional      | Recorde nacional (National record)           | Recorde europeu       | Recorde europeu (European)            | DNF                        | Não terminou (Did not finish)             |   |                                      |
| Recorde pessoal       | Recorde pessoal do atleta (Personal best)    | Recorde da Oceania    | Recorde da Oceania (Oceania)          | DSQ / DQ                   | Desclassificado (Disqualified)            |   |                                      |
| Recorde da temporada  | Recorde da temporada do atleta (Season best) | Recorde sul-americano | Recorde sul-americano (South America) | NM                         | Sem marca (No mark)                       |   |                                      |